# Napoleon (Michigan)
Napoleon – jednostka osadnicza w Stanach Zjednoczonych, w stanie Michigan, w hrabstwie Jackson.